# Hahnia caeca
Hahnia caeca là một loài nhện trong họ Hahniidae.
Loài này thuộc chi Hahnia. Hahnia caeca được miêu tả năm 1992 bởi Georgescu & Sarbu.